# Emil Lind (Pfarrer)
Emil Lind (* 22. Mai 1890 in Schwegenheim; † 15. Dezember 1966 in Speyer) war ein deutscher evangelischer Pfarrer und Schriftsteller.

## Leben
Emil Lind, der Sohn des Volksschullehrers Philipp Lind und seiner Frau Wilhelmine (geborene Dautermann), besuchte von 1896 bis 1900 die Communalschule in Schwegenheim, danach das Progymnasium in Germersheim und ab 1905 das Gymnasium am Kaiserdom in Speyer, wo er 1909 das Abitur erwarb. Er studierte dann Nationalökonomie, Philosophie und Theologie in Heidelberg. Geprägt wurde er hier vor allem von Ernst Troeltsch, einem Vertreter des protestantischen Liberalismus. Weitere Stationen bei seinem Studium waren Halle, Utrecht und Straßburg, wohin Lind ging, um Albert Schweitzer zu hören.
Er versah 1913/14 sein Vikariat in Lambrecht und war Vikar in Lauterecken (1914/15) und Neustadt an der Haardt (1915/16). Von 1916 bis 1925 war Lind Pfarrer in Ingenheim; zwischendurch – 1918 – war er als Feldgeistlicher tätig, dafür erhielt er 1934 das Ehrenkreuz des Weltkrieges. 1918 heiratete er Katharina Elisa Ackermann (1897–1961); die beiden hatten zusammen drei Kinder.
Ab Oktober 1925 war Lind Pfarrer im Pfarramt I in Speyer. Er war 1929 der Hauptorganisator der 400-Jahr-Feier der Protestation zu Speyer; bei der Abschlusskundgebung mit mehr als 100.000 Teilnehmern hielt Lind die Abschlussrede. Ein zweites Festereignis im Jahr 1929 in Speyer war die Wiedereröffnung der renovierten Dreifaltigkeitskirche; Lind gab mit anderen ein kleines Büchlein dazu heraus. Von 1930 bis 1936 war Lind auch Schriftleiter der Monatszeitschrift „Der Speyerer Protestant“.
Nach der Machtergreifung der Nationalsozialisten schloss sich Lind zunächst dem Pfarrernotbund an, verließ diesen allerdings im April 1934 wieder. Nachdem sich am 7. Juni 1937 in der Speyerer Heiliggeistkirche Interessenten der „Nationalkirchlichen Bewegung“ (ab 1938 Nationalkirchliche Einung) – eine Radikalisierung der Bewegung der Deutschen Christen – erstmals in Speyer getroffen hatten, wurde die Nationalkirche im Juli 1937 von Lind und dem Pfarrer Karl Zöller in Speyer eingeführt. Lind trat der Nationalkirchlichen Einung selbst am 1. Januar 1938 bei; NSDAP-Mitglied war er aber nie.
Wegen seines Beitritts zur Nationalkirche entband die Landeskirche der Pfalz am 18. Oktober 1945 Emil Lind von seinem Dienst und versetzte ihn am 1. Januar 1946 in den vorzeitigen Ruhestand. Weil ihm vorgeworfen wurde, ein Informant des Sicherheitsdienstes gewesen zu sein, wurde Lind ab dem 1. Mai 1946 für 16 Monate in Landau inhaftiert; ob die Vorwürfe zutreffend waren, wurde allerdings nie geklärt. Nach seiner Internierung arbeitete Lind als freier Schriftsteller und Referent. Er schrieb Bücher und veröffentlichte Artikel in Zeitschriften und Zeitungen. Der Fokus lag nun weniger auf der Theologie, dafür gab er einige Schriften über Albert Schweitzer heraus, mit dem er von 1928 bis zu Schweitzers Tod 1965 regen Briefverkehr unterhielt. Dieser Briefwechsel liegt seit 2011 bei der Pfälzischen Landesbibliothek Speyer.
Lind war 1951 bei der Wiedergründung des Literarischen Vereins der Pfalz beteiligt und zeitweilig dessen 1. Vorsitzender. Bei einigen seiner Schriften befasste sich Lind mit seiner Heimat, der Pfalz; manche von diesen sind in pfälzischer Mundart abgefasst. Er schrieb auch Porträts von bekannten Pfälzern, zum Beispiel von August Becker, Hans Purrmann, Julius von Kennel und Georg Lang.
Am 15. Dezember 1966 starb Lind nach längerer Krankheit. Er wurde auf dem Speyerer Friedhof bestattet.

## Schriften (Auswahl)
- Auf den Spuren des Todes: Blicke in d. Reich d. Geistes. Wilh. Marnet, Neustadt an der Haardt, 1917. DNB 574617531.
- Wer bist du, Tod? Jul. Kranzbühler & Cie, Speyer, 1927. DNB 57461754X.
- Jesus von Nazareth im Licht der Geschichte. Jul. Kranzbühler & Cie, Speyer, 1928. DNB 574617507.
- Arabismus – Zionismus. Speyer-Leipzig, 1931[1]
- mit Hikami Hidehiro: Albert Schweitzer nach dem Zweiten Weltkrieg. Daisan Shobo, Tokio, 1957. DNB 574617523
- Die Universalmenschen Goethe und Schweitzer: Parallelen zwischen Weimar u. Lambarene. Pfälzische Verlagsanstalt, Neustadt an der Weinstraße, 1964. DNB 453055478